# Peter Curtis
Peter Curtis (Woking, 29 agosto 1945 – 7 aprile 2019) è stato un tennista britannico.

## Carriera
In carriera ha vinto un titolo di doppio misto, gli US Open nel 1968, in coppia con la statunitense Mary-Ann Eisel.
In Coppa Davis ha disputato un totale di 6 partite, vincendone 4 e perdendone 2.

## Statistiche

### Doppio misto

#### Vittorie (1)
| Numero | Anno | Torneo            | Superficie | Compagna       | Avversari in finale    | Punteggio |
| 1.     | 1968 | US Open, New York | Cemento    | Mary-Ann Eisel | Tory Fretz Gerry Perry | 6–4, 7–5  |